# トマス・ペラム (初代ペラム男爵)

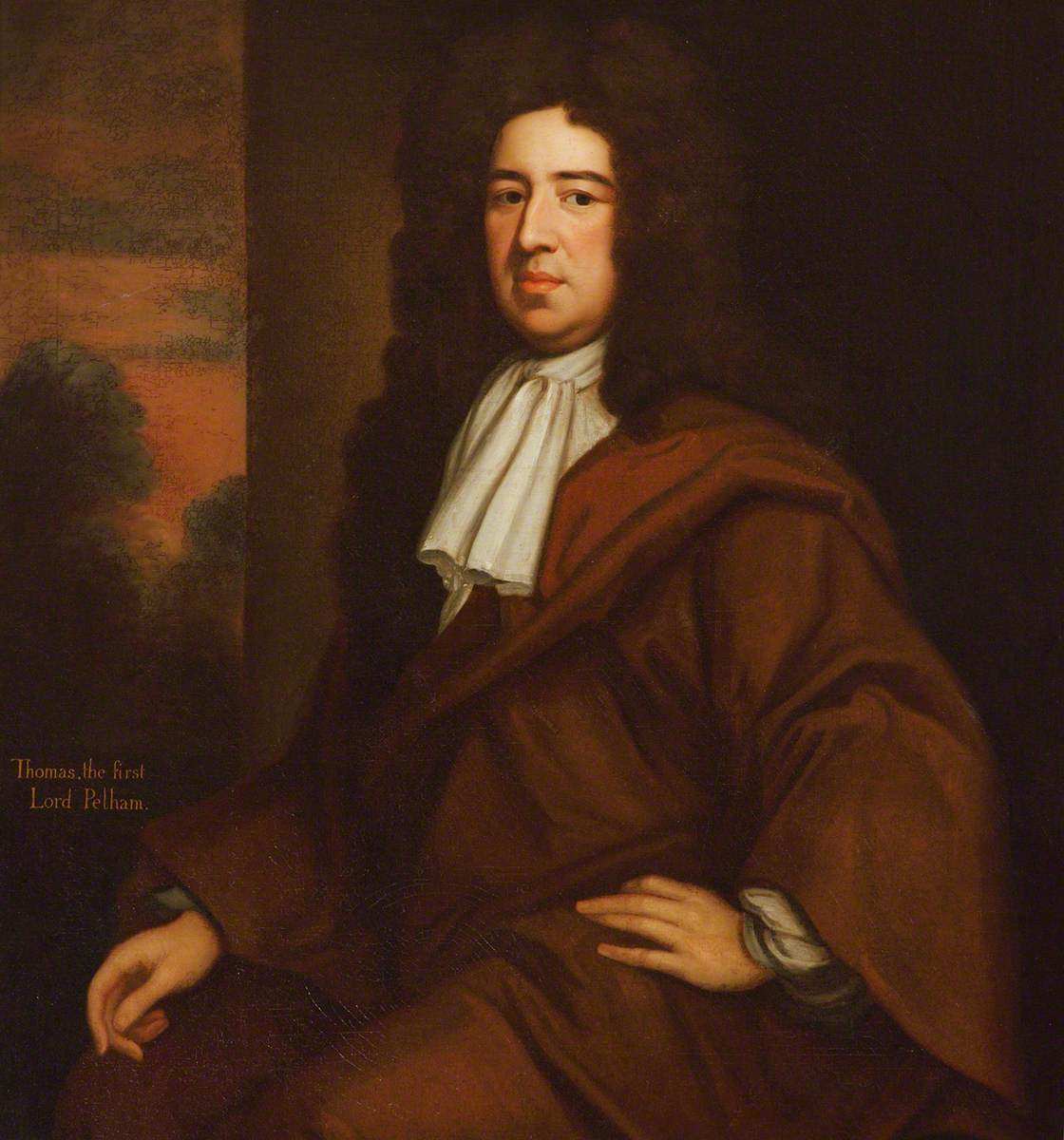
初代ペラム男爵

初代ペラム男爵トマス・ペラム（英語: Thomas Pelham, 1st Baron Pelham、1653年頃 - 1712年2月23日）は、イギリスの政治家、貴族。イギリス首相ヘンリー・ペラムと初代ニューカッスル公爵トマス・ペラム＝ホリスの父。

## 生涯

### 出自
第3代準男爵サー・ジョン・ペラムとルーシー・シドニー（Lucy Sidney、第2代レスター伯爵ロバート・シドニーの娘）の息子として、1653年頃に生まれた。トンブリッジ・スクールで教育を受けた後、1672年以前にオックスフォード大学クライスト・チャーチに進学した。

### 庶民院議員として
1678年10月25日にイースト・グリンステッド選挙区で初当選を果たしたが、このときは議会で演説することも委員会に加入することもなかった。1679年3月イングランド総選挙で再選するが、今度も委員会には2つしか加入せず、王位排除法案の採決では父とともに棄権した（ただし、義父サー・ウィリアム・ジョーンズの影響を受けて、王位排除法案自体は支持したという）。1679年10月イングランド総選挙でルイス選挙区に転じ、以降1702年まで同選挙区で再選し続けた。チャールズ2世の残りの治世（1685年まで）でも活動が少なく、選挙委員会に参加したり、初代ハリファックス侯爵ジョージ・サヴィルの弾劾に反対票を投じた程度であり、ジェームズ2世の治世（1685年から1688年まで）では議会で活動した記録がなかった。また、1680年までにサセックスの治安判事に就任していたが、おそらくホイッグ党に属したことが理由となり1687年に解任された。
名誉革命直後の1688年12月26日にヘンリー・ポウルを庶民院議長に推し、1689年の仮議会で前より活動的になり、多くの庶民院委員会に加入したほか、4度演説した記録があった。ホイッグ党に所属し、イングランド国教会の忠実な信者であったものの、基本的には中道政策を支持したという。1690年3月に下級大蔵卿に任命され、5月1月にはほかのホイッグ党員とともに摂政法案の通過を阻止しようとした。1692年2月末に私的な理由で下級大蔵卿から辞任したが、2人目の妻グレース・ホリスの兄でニューカッスル＝アポン＝タイン公爵への叙爵を拒否されたばかりの第4代クレア伯爵ジョン・ホリスを支持しての行動ともされる（ジョン・ホリスは1694年にニューカッスル＝アポン＝タイン公爵に叙爵）。
以降はホイッグ党員に留まったもののカントリ派の一員としての独立志向も示し、三年議会法案の第二読会（1693年1月28日）で法案に賛成して演説した。1695年イングランド総選挙で再選、翌年1月の商務庁設立に賛成したが、11月から12月にかけての第3代準男爵サー・ジョン・フェンウィックの弾劾では反対票を投じた。政府は1697年5月にペラムを下級大蔵卿に任命して、彼の支持をとりつけようとしたが、その後も是々非々で投票し、常に政府を支持したわけではなかった。ペラムは1698年イングランド総選挙の後も下級大蔵卿に留任しており、庶民院議長選挙（1698年12月）で第3代準男爵サー・トマス・リトルトンを支持したが、1699年1月には陸軍の規模を7千人から拡大する試みに反対するなど、常備軍に反対し続けたため、5月までにペラム罷免の噂が流れるようになり、ペラムは6月1日に正式に罷免された。また1698年7月には娘エリザベスがホイッグ党の重鎮第2代タウンゼンド子爵チャールズ・タウンゼンドと結婚した。
ペラムは下級大蔵卿から罷免された後も野党に流れず、独立志向も示すホイッグ党員であり続け、1701年3月末にはジャントー色の薄いホイッグ党員として再び下級大蔵卿に任命された。1702年イングランド総選挙でルイス選挙区とサセックス選挙区の両方で当選、サセックス選挙区の代表として登院したが、直後に初代ゴドルフィン男爵（後に伯爵）シドニー・ゴドルフィンが大蔵卿に任命されたため、大蔵卿は委員会制ではなくなり、ペラムは下級大蔵卿の官職を失った。1703年1月26日に父が死去すると、準男爵位を継承した。この頃より叙爵を求めるようになり、義兄で王璽尚書に任命されたばかりの初代ニューカッスル公爵ジョン・ホリスの影響力を利用した。また、1705年4月2日にサセックス副提督に任命されたが（以降1712年に死去するまで在任）、ニューカッスル公爵がロバート・ハーレーに接近したことに対するハーレーの返礼ともされる。ハーレーはさらにペラムにサセックス選挙区での再選を目指すよう促したが、ペラムは叙爵を求める決心を示すとして1705年イングランド総選挙に出馬せず、庶民院議員を退任した。そして、1706年12月16日、ペラムはイングランド貴族であるサセックス州のロートンのペラム男爵に叙され、30日にはじめて貴族院に登院した。

### 貴族院議員として
貴族院ではあまり活動的ではなく、初登院も含めて22回登院した後の1707年3月14日には合同法案をめぐる論争が白熱化していたという時期にもかかわらず登院しなくなり、1707–1708年の会期では15回、1708–1709年の会期では16回しか登院しなかった。1709年1月、第2代クイーンズベリー公爵ジェームズ・ダグラスのスコットランド貴族代表議員選挙における投票権をめぐる議決ではクイーンズベリー公爵がグレートブリテン貴族であるドーヴァー公爵に叙されたため、反対票（クイーンズベリー公爵は投票権なし）を投じた。1710年のヘンリー・サシェヴェレルの弾劾裁判では彼を有罪とした。トーリー党政権になるとペラムの登院回数はさらに少なくなり、1710–1711年の会期では9回しか登院せず、1711年2月5日にはニューカッスル公爵を代理投票人として登録した。
1711–1712年の会期では第6代エフィンガムのハワード男爵トマス・ハワードがペラムを代理投票人に登録したが、ペラムは1711年12月7日（1回目の会議）から1712年1月25日まで12回登院した後、おそらく病気により登院しなくなり、1月31日に初代ゴドルフィン伯爵を代理投票人に登録した。この会期において、ペラムは「スペインなくして講和なし」の動議に賛成、第4代ハミルトン公爵ジェームズ・ハミルトンがグレートブリテン貴族のブランドン公爵として貴族院に登院することには反対した。1712年2月23日に卒中によりロートンで病死、3月8日に同地で埋葬された。
長男トマスが爵位を継承した。彼は同時に莫大な遺産も相続して、「イングランドで最も裕福な相続人」（the richest heir in England）といわれるほどの富豪になったが、実際にはペラムの遺産は年4千ポンドほどの収入で、多額ではあるものの、トマスの母方の伯父にあたる初代ニューカッスル公爵（1711年没）の遺産のほうが年4万ポンドの収入とはるかに多額だった。初代ニューカッスル公爵は一人娘ヘンリエッタしか儲けておらず、裕福な相続人になることが目に見えていたが、ふたをあけてみるとヘンリエッタは結婚祝いとしての2万ポンドと母から領地を相続したにすぎず、ニューカッスル公爵の莫大な遺産はトマスが継承すると定められていた。ヘンリエッタの義父にあたるロバート・ハーレーはすぐさまに裁判を起こして遺産を争い、ニューカッスル公爵が遺産継承を勝ち取るのは父のペラム男爵が死去した後のこととなった。

## 評価
初代シャフツベリ伯爵アントニー・アシュリー＝クーパーは1679年にペラムを「立派」な人物と形容しており、ペラムの友人で初代シャフツベリ伯爵の孫にあたる第3代シャフツベリ伯爵アントニー・アシュリー＝クーパーはペラムを「最も誠実な人物で公益に最も忠実である」と評した。

## 家族
1680年3月18日、エリザベス・ジョーンズ（Elizabeth Jones、1664年頃 – 1681年10月13日埋葬、サー・ウィリアム・ジョーンズの娘）と結婚、2女を儲けた。
- ルーシー（1689年5月2日埋葬）
- エリザベス（1681年10月 - 1711年5月11日） - 1698年7月3日、第2代タウンゼンド子爵チャールズ・タウンゼンドと結婚、子供あり

1686年5月21日、グレース・ホリス（Grace Holles、1700年9月13日没、第3代クレア伯爵ギルバート・ホリスの娘）と再婚、2男6女を儲けた。
- トマス（1693年 - 1768年） - イギリス首相、初代ニューカッスル＝アポン＝タイン公爵、初代ニューカッスル＝アンダー＝ライン公爵
- ヘンリー（1696年 - 1754年） - イギリス首相。1726年にキャサリン・マナーズ（Catherine Manners、1780年2月18日没、第2代ラトランド公爵ジョン・マナーズの娘）と結婚、2女を儲けた
- グレース（1710年没） - 1704年7月4日、ジョージ・ネイラー（英語版）と結婚、1女を儲けた[8]
- フランシス（1756年6月27日没） - 1715年5月31日、第2代キャッスルカマー男爵クリストファー・ワンズフォード（英語版）と結婚、子供あり
- ガートルード（Gertrude） - デイヴィッド・ポルヒル（David Polhill）と結婚[9]
- ルーシー（1736年7月20日没） - 1717年5月16日、第7代リンカーン伯爵ヘンリー・クリントンと結婚、子供あり
- マーガレット（1700年頃 – 1758年11月23日） - 1727年3月16日、第4代準男爵サー・ジョン・シェリー（英語版）と結婚、子供あり